# Digital Radio Frequency Memory

Utilizzo della DRFM da parte di 4 disturbatori per creare una traccia "fantasma" in movimento, nel contempo cancellandosi dalla vista di una rete di sorveglianza radar

La Digital Radio Frequency Memory (DRFM) è una metodologia nata per svolgere le funzioni di guerra elettronica del tipo Electronic Attack attivo.  Le tecniche DRFM sono tipicamente utilizzate per ingannare i radar, sebbene si stanno diffondendo applicazioni anche in altri campi.
Un sistema che utilizza la DRFM è in grado di memorizzare in formato numerico un segnale radio o a microonde in ingresso, per poi poterlo  ricostruire con la migliore fedeltà possibile ed eventualmente ritrasmetterlo. Nella applicazione per le contromisure elettroniche (jamming), le tecniche DRFM si possono utilizzare per ingannare i radar creando falsi bersagli. In aggiunta, effettuando una elaborazione digitale della forma d'onda memorizzata, è possibile cambiare la "firma radar" di un bersaglio, modificandone virtualmente la dimensione (o sezione radar), la distanza dal sensore, la velocità è l'angolo di rilevazione.
Per l'insieme di queste ragioni, le tecniche DRFM risultano tra le più efficaci della guerra elettronica e si pongono in alternativa alle precedenti Direct Digital Synthesis (DDS) o sintesi digitale diretta, sebbene i sistemi di disturbo più sofisticati possano adottarle entrambe, alternandole in funzione della situazione. A favore della DRFM si considera la assenza della criticità tipica del DDS nel mantenersi agganciato alla frequenza da disturbare. Di contro, la DRFM ha le sue criticità nell'errore di quantizzazione e nella capacità di memorizzare segnali multipli.
Grazie allo sviluppo delle nuove tecnologie, tra le quali quelle di adozione dei componenti FPGA, la DRFM inizia a trovare impiego conveniente anche per la simulazione degli scenari radar di guerra elettronica da utilizzare per lo sviluppo dei sistemi o per l'addestramento degli operatori e per le prove di transponder, radar altimetri e telefoni cellulari.